# Vainglory (jogo eletrônico)
Vainglory é um jogo eletrônico do gênero multiplayer online battle arena desenvolvido pela Super Evil Megacorp e publicado pela Rogue Games para dispositivos Android, iOS, Windows e MacOS.
O jogo é uma versão simplificada do seu gênero onde duas equipes adversárias de três ou cinco jogadores lutam para destruir a base inimiga, controlando os caminhos entre as bases, que é alinhado por torres e protegido por criaturas inimigas controladas por IA. Fora do caminho, os jogadores lutam por pontos de controle que fornecem recursos extras. O jogo foi lançado para iOS em novembro de 2014, e após um ano e meio, a versão para Android foi lançada em julho de 2015, em 2019 foram lançadas as versões para Windows e MacOS.
O desenvolvimento do jogo começou em 2012 com a formação da Super Evil Megacorp. O jogo foi revelado no evento de anúncio do iPhone 6 da Apple, em setembro de 2014, para demonstrar a interface de programação de aplicações de gráficos da plataforma. O intuito da Super Evil Megacorp era fazer um jogo que iria entreter os jogadores por horas e incentivar as pessoas para experiências em multiplayer semelhantes a uma partida de LAN.
Vainglory recebeu críticas geralmente favoráveis. Os críticos elogiaram os gráficos, personagens e o seu level design, mas também criticaram sua falta de ferramentas de comunicação entre as equipes. Demais avaliações também discordaram sobre o grau de acessibilidade do jogo para novatos, atualmente existem vídeos explicativos e tutoriais dentro do jogo, para o melhor entendimento do mesmo, sendo parte da razão pelo qual recebeu críticas mistas.
Porém em 2018,Super Evil Megacorp lançou sua mais nova versão,um modo de batalha 5v5.
O novo modo 5v5 já vinha tendo muita repercussão dentro da comunidade do jogo para uma possível aproximação dos MOBA concorrentes,com o novo mapa,novos heróis e novas mecânicas, Vainglory salta novamente para o topo das melhores especulações dentro da gaveta de jogos móveis,já que possui um dos melhores motores gráficos,o jogo agora roda em até 120 FPS,com qualidade intensa além de trazer o tão amado recurso "névoa de guerra",sendo um dos primeiros MOBA mobile a atingir tal perfeição.
Em 2019 a Super Evil Megacorp anunciou que recebeu  mais de 10 milhões de dólares em investimentos para produzir seu novo jogo chamado Project Spellfire que será lançado em 2020. Em 2019 a SEMC também anunciou que não ficará mais responsável pela publicação do Vainglory e que a partir de agora a responsável pela publicação do jogo será a Rogue Games

## Jogabilidade
Vainglory é um jogo do gênero multiplayer online battle arena que segue o mesmo estilo de MOBAs populares como League of Legends e Dota 2, mas que foi projetado para smartphones e tablets. Como padrão do gênero, duas equipes opostas lutam para alcançar e destruir a base adversária ao mesmo tempo em que defendem a sua própria em  um cabo de guerra para o controle dos 3 caminhos conhecido como "lanes", que ligam as bases. Além disso, existem duas "selvas" entre as lanes que contém criaturas que podem ser mortas ou capturadas para obter vantagens sobre a equipe adversária.
Em Vainglory, cada equipe é composta por cinco jogadores que controlam um avatar, conhecido como "herói", de seu próprio dispositivo. Os personagens mais fracos são controlados por computador, chamados de "minions", que são originados nas bases e seguem as lanes para a base da equipe oposta, lutando contra inimigos e torres nas rotas. As torres repelem o fluxo de minions e heróis inimigos. O objetivo do jogador é destruir as torres inimigas e o "Vain Crystal" na base da equipe inimiga.

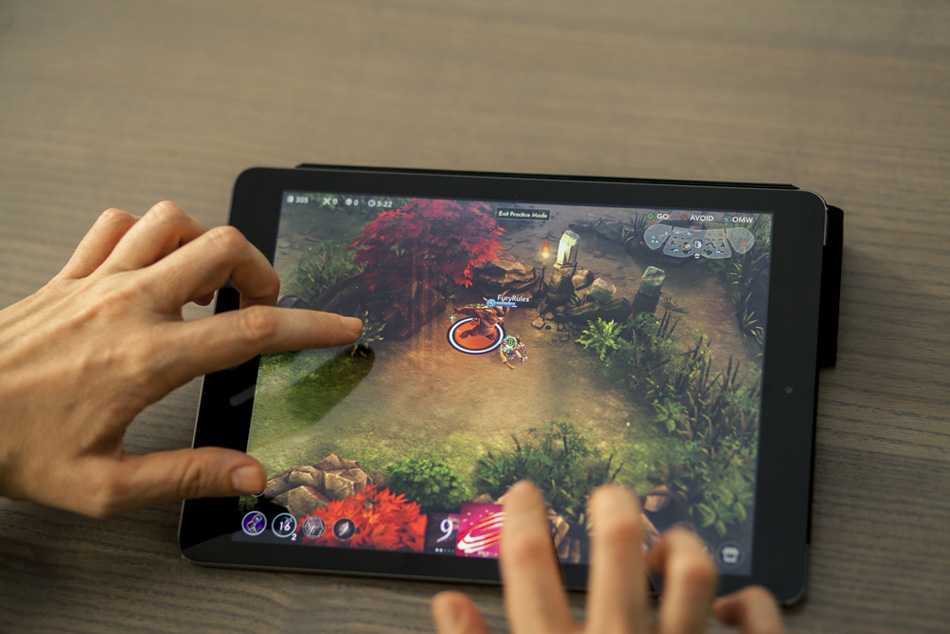
Captura de ecrã do jogo em um iPad

Existem dois modos de jogador contra jogador em Vainglory: Standard, em que todo o mapa está disponível, e o Battle Royale, onde a progressão é mais rápida e a batalha é limitada apenas às lanes. Os jogadores podem jogar o modo Standard classificados para aumentar o seu ranking no jogo, ou os modos casuais, onde a sua classificação não é afetada. A duração de uma partida classificada no jogo é listada como de 25 minutos, enquanto a de modos casuais é de 20 minutos.
Em setembro de 2016, já existiam 27 opções de heróis. Os desenvolvedores do jogo adicionaram continuamente novos heróis, cada um com habilidades diferentes e balanceados para o fairy play. Por exemplo, um heróis pode ter um dano alto, mas a mobilidade lenta, ou fortes habilidades corpo a corpo, mas nenhum ataque à distância. Os jogadores escolhem entre três habilidades que atualizam através de uma árvore tecnológica comum. Há um número definido de heróis que são livres para serem utilizados no jogo, uma vez que esta lista de heróis disponíveis é atualizada a cada semana. Existem dois tipos de moeda entro do jogo para compras no aplicativo: a Glory, que pode ser obtida por meio de batalhas, e outra que pode ser comprada com dinheiro chamada Immensely Concentrated Evil (literalmente, "Mal Imensamente Concentrado") e abreviada como ICE. Os jogadores também podem optar por desbloquear permanentemente qualquer personagem do jogo por uma determinada quantidade de Glory. A partir da atualização 1.18.0, os jogadores são capazes de obter ICE em cestas.
Vainglory oferece dois modos principais de comunicação no jogo: emoticons da equipe e pings estratégicos nos mapas.

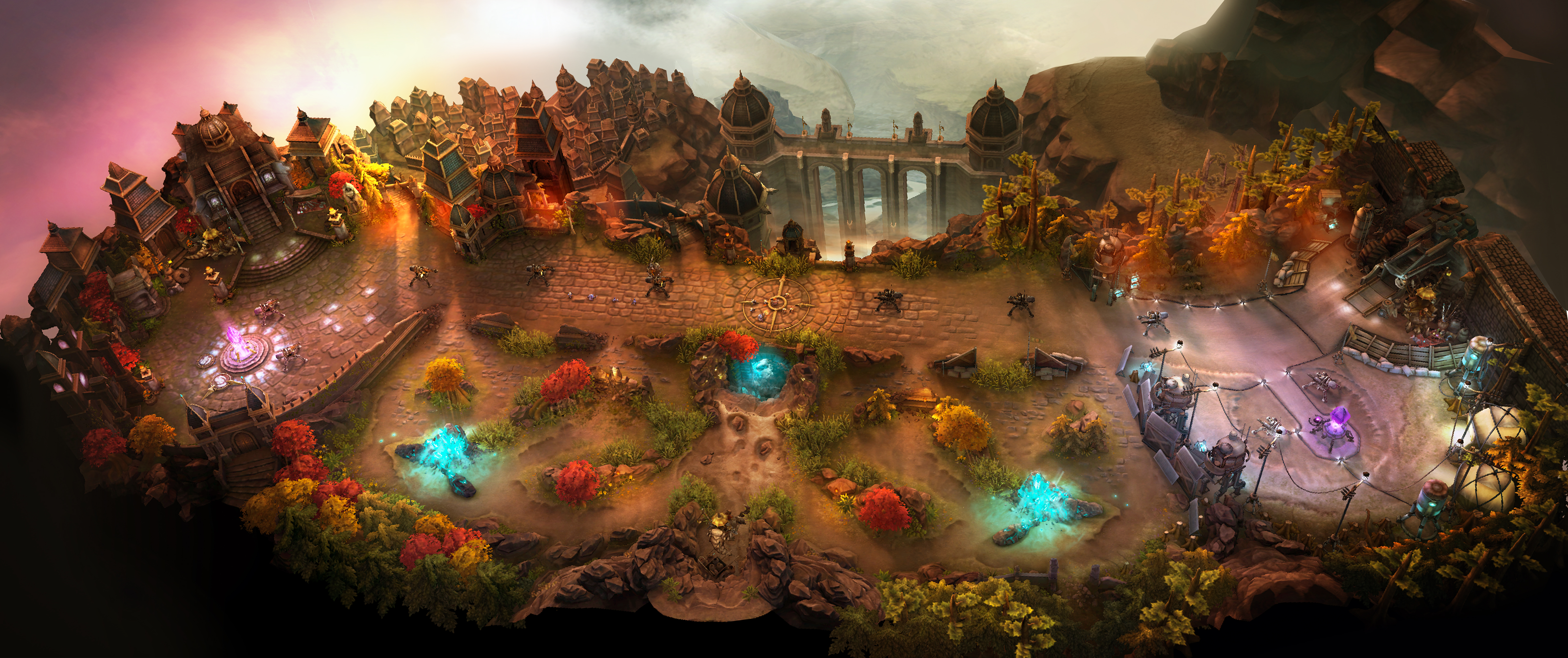
Mapa "Halcyon Fold" de Vainglory, com as bases de equipe em ambas as extremidades e a lane conectando-os no topo. A selva encontra-se logo abaixo da lane.

## Desenvolvimento
Em fevereiro de 2012, os desenvolvedores "veteranos" de jogos da Rockstar, Riot, Blizzard e Insomniac fundaram a Super Evil Megacorp em San Mateo, Califórnia, para fazer um jogo de estilo multiplayer online battle arena para plataformas como tablets, e assim começaram o desenvolvimento em seu primeiro jogo, Vainglory. A Apple escolheu o jogo para demonstrar as capacidades gráficas do iPhone 6 e os gráficos Metal da interface de programação de aplicações no próprio evento de anúncio do aparelho. O jogo foi pré-lançado por seis meses antes deste evento em setembro de 2014, e foi liberado no dia 16 de novembro de 2014.

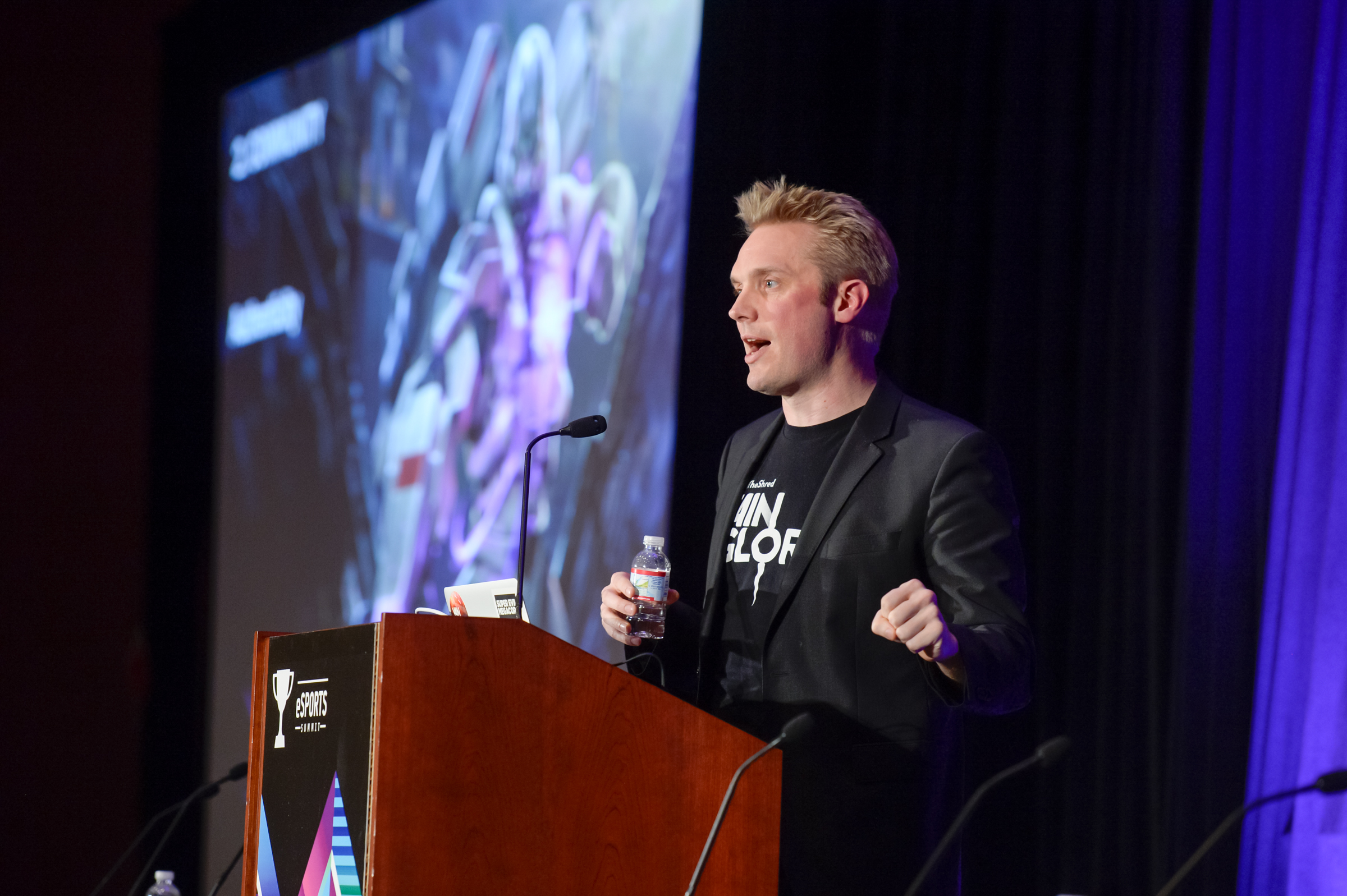
Segerstrale apresentando Vainglory na Game Developers Conference em 2016

Kristian Segerstrale, o fundador da Playfish e ex-diretor da Eletronic Arts, se juntou à Super Evil Megacorp como COO. Segerstrale esperava que Vainglory popularizasse o gênero MOBA da mesma forma que "Halo fez pelos jogos de tiro em primeira pessoa". Segerstrale também afirmou que esperava que Vainglory se tornasse algo que os jogadores "organizariam suas vidas ao redor" ao invés de algo para passarem o tempo livre. O jogo é projetado para tablets, que a empresa sentia ser a plataforma mais adequada, apesar de sua falta de "jogos de núcleo" (jogos que recompensou "trabalho em equipe e estratégia" ao longo de milhares de horas jogadas). Eles disseram ao Polygon que os tablets eram "inerentemente sociais", "menos alienantes para os novos jogadores" e "possivelmente o melhor espaço para um jogo multiplayer". O CEO da Super Evil Megacorp, Bo Daly, disse que viu os jogos de MOBA para computadores como experiências solitárias, e o pensamento de tablets poderiam tornar a experiência mais agradável para grupos de jogadores como uma reinvenção de partys em LANs, onde os jogadores compartilham uma experiência de jogo em comum no mesmo espaço físico compartilhado em dispositivos separados. A empresa também pretende que o jogo se torne um eSport. A Liga de Esportes Eletrônicos do eSports da Europa anunciou a Copa Vainglory, um conjunto de competições de Vainglory, que teve lugar em Junho de 2015.
Em 5 de março de 2015 na Game Developers Conference, a Super Evil Megacorp anunciou estaria recebendo um port para dispositivos Android. E após uma beta fechada, o jogo foi inteiramente lançado na plataforma em 2 de julho de 2015 na Google Play Store.
Uma das características mais impressionantes de Vainglory é a sua arte, que é produzida por uma equipe dirigida por Carlo Arellano. Os jogadores também são convidados a orientar o desenvolvimento do jogo, interagindo com os desenvolvedores através de livestreams no Twitch.

## Recepção
O jogo recebeu críticas "geralmente favoráveis", de acordo com a pontuação agragada pelo Metacritic. Os críticos elogiaram os gráficos, os personagens e o level design do jogo, mas criticaram sua falta de recursos de comunicação entre as equipes. Enquanto Mitch Dyer da IGN escreveu que o jogo era acessível aos recém-chegados, Matt Thrower, da Pocket Gamer, sentia o contrário. O The Guardian nomeou Vainglory como o "melhor" jogo de iOS de 2014. O jogo foi um dos dez vencedores do Prêmio Design da Apple em 2015.